# Anne-Marie Lindgren

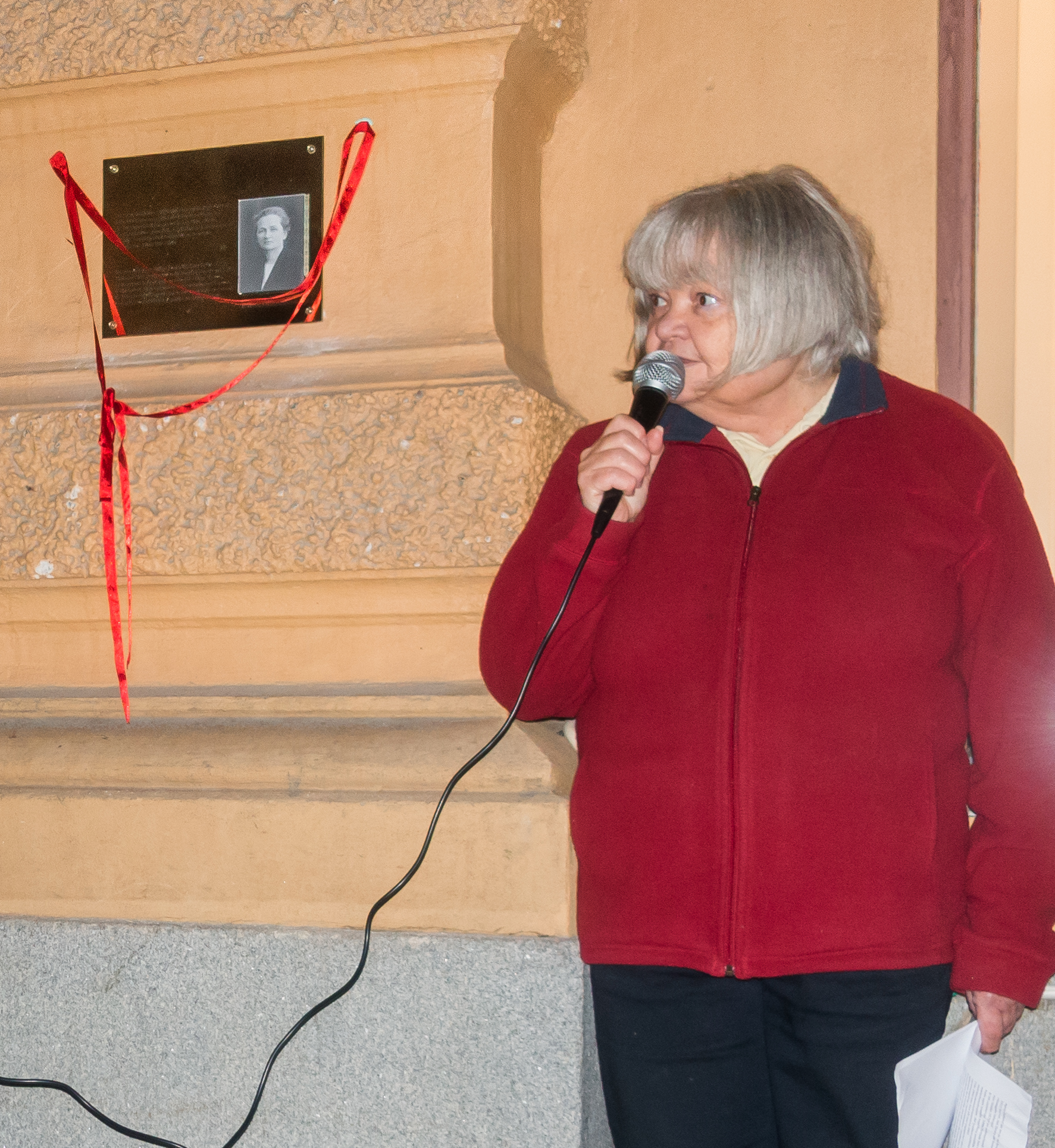
Anne-Marie Lindgren inviger minnesmärket över Agda Östlund på Upplandsgatan 61 i Stockholm.

Anne-Marie Christina Lindgren, född 17 juli 1943 i Norrköping, är en svensk socialdemokratisk författare och politisk tänkare.
Lindgren har bland annat jobbat som politiskt sakkunnig på utbildningsdepartementet och bostadsdepartementet, som ledarskribent på tidningarna Folkbladet Östgöten och Stockholms-Tidningen och som chefredaktör på tidskriften Tiden. Vid sin pensionering våren 2012 var hon verksam som utrednings- och analyschef vid Arbetarrörelsens Tankesmedja (nuvarande Tankesmedjan Tiden). Lindgren har kallats "Socialdemokraternas informella chefsideolog".

## Biografi
Anne-Marie Lindgrens föräldrar var av proletär bakgrund. Hennes mor var aktiv i kvinnoförbundet och var bland annat vice ordförande i Norrköpings stadsfullmäktige. Hennes far Georg Lindgren arbetade i 16 år, från att han var 14 år, som textilarbetare på Hargs fabriker. Han var fackligt aktiv och blev sedermera förbundssekreterare i Textilarbetareförbundet. Lindgren studerade statskunskap och nationalekonomi.
Lindgren har varit sambo med Erik Åsbrink och är mor till Marika Lindgren Åsbrink (född 1980).

## Politik
Via ett studentpolitiskt engagemang rekryterades hon till Utbildningsdepartementet av Ingvar Carlsson när denne var utbildningsminister i Olof Palmes första regering i början av 1970-talet. Inledningsvis var Lindgren handläggare på departementet men började snart skriva politiska texter. Lindgren är medförfattare till skriften Vad är socialdemokrati? (första utgåvan 1974) tillsammans med Ingvar Carlsson. En femte reviderad och i långa stycken nyskriven upplaga utkom 2007 och trycktes på nytt 2008 med mindre omarbetningar. 2019 kom ytterligare en reviderad och utökad upplaga.
Lindgren har senare omväxlande arbetat åt socialdemokratiska politiker i regeringskansliet, bland annat som talskrivare åt Ingvar Carlsson och Olof Palme, och olika socialdemokratiska tidningar, som ledarskribent och redaktör.
Lindgren var chefredaktör för den socialdemokratiska tidskriften Tiden 1986–1990 och 1992–1998. Hon var medförfattare till flera av socialdemokraternas partiprogram under 1970-, 1980- och 1990-talen. 
Tillsammans med sin dotter Marika Lindgren Åsbrink utgav Lindgren 2007 boken Systrar, kamrater! där nio av arbetarrörelsens kvinnliga pionjärer porträtteras. De beskriver också hur Kvinnornas fackförbund bildades, liksom den socialdemokratiska kvinnorörelsens historia.
2009 utkom en uppdaterad version av Lindgrens rapport Ta tillbaka demokratin!, som handlar om verkningarna av privatiseringar och konkurrensutsättning i offentlig sektor. Samma år presenterade hon, som huvudförfattare, Arbetarrörelsens Tankesmedjas skattepolitiska utredning, Framtidens skatter för framtidens välfärd.
Under sina sex år som utredningschef i Arbetarrörelsens Tankesmedja skrev Lindgren ett 30-tal rapporter och analyser på politikområden som ekonomi, sysselsättning, utbildning, friskolor, äldreomsorg, privatiseringar, skatter och välfärd. Hon medverkar regelbundet med debattartiklar och analyser i en rad medier och har under flera år på Tankesmedjans hemsida och i dess nyhetsbrev publicerat dagspolitiska kommentarer under vinjetten "Veckans analys".